# قاضی (ترکمنستان)
قاضی (به لاتین: Kausy) یک شهرک در شرق ترکمنستان است که در استان لب آب و در نزدیکی مرز با افغانستان واقع شده است.